# Leichtathletik-Weltmeisterschaften 2023/Teilnehmer (Griechenland)
| Gelbes Symbol für Goldmedaillen mit stilisierten Olympischen Ringen | Graues Symbol für Silbermedaillen mit stilisierten Olympischen Ringen | Braundes Symbol für Bronzemedaillen mit stilisierten Olympischen Ringen |
| ------------------------------------------------------------------- | --------------------------------------------------------------------- | ----------------------------------------------------------------------- |
| 1                                                                   | —                                                                     | 1                                                                       |

Der griechische Leichtathletikverband SEGAS (Σύνδεσμος Ελληνικών Γυμναστικών Αθλητικών Σωματείων - ΣΕΓΑΣ) hat für die Leichtathletik-Weltmeisterschaften 2023 in Budapest 22 Sportlerinnen und Sportler gemeldet.

## Medaillengewinner
| Medaille | Athlet              | Disziplin   |
| -------- | ------------------- | ----------- |
| Gold     | Miltiadis Tendoglou | Weitsprung  |
| Bronze   | Antigoni Drisbioti  | 35 km Gehen |

## Ergebnisse

### Frauen

#### Sprung/Wurf
| Athletin             | Disziplin      | Qualifikation | Qualifikation | Finale     | Finale |
| Athletin             | Disziplin      | Weite/Höhe    | Platz         | Weite/Höhe | Platz  |
| -------------------- | -------------- | ------------- | ------------- | ---------- | ------ |
| Stamatia Skarvelis   | Hammerwurf     | 67,53 m       | 13            | DNQ        | DNQ    |
| Katerina Stefanidi   | Stabhochsprung | NM            | NM            | –          | –      |
| Eleni-Klaoudia Polak | Stabhochsprung | 4,35 m        | 28            | DNQ        | DNQ    |
| Elina Tzengko        | Speerwurf      | 54,27 m       | 30            | DNQ        | DNQ    |
| Panagiota Dosi       | Hochsprung     | 1,80 m        | 34            | DNQ        | DNQ    |
| Tatiana Gousin       | Hochsprung     | 1,89 m        | 17            | DNQ        | DNQ    |

#### Laufdisziplinen
| Athletin                | Disziplin   | Finale    | Finale |
| Athletin                | Disziplin   | Zeit      | Platz  |
| ----------------------- | ----------- | --------- | ------ |
| Antigoni Drisbioti      | 20 km Gehen | 1:30:19 h | 15     |
| Antigoni Drisbioti      | 35 km Gehen | 2:43:22 h | Bronze |
| Christiana Papadopoulou | 20 km Gehen | DNS       | DNS    |
| Olga Fiaska             | 35 km Gehen | DNF       | DNF    |
| Kyriaki Filtisakou      | 35 km Gehen | 3:02:16 h | 26     |

| Athletin               | Disziplin    | Vorlauf | Vorlauf | Halbfinale | Halbfinale | Finale | Finale |
| Athletin               | Disziplin    | Zeit    | Platz   | Zeit       | Platz      | Zeit   | Platz  |
| ---------------------- | ------------ | ------- | ------- | ---------- | ---------- | ------ | ------ |
| Dimitra Gnafaki        | 400 m Hürden | 56,18 s | 28      | DNQ        | DNQ        | –      | –      |
| Polyniki Emmanouilidou | 200 m        | 23,15 s | 22      | DNQ        | DNQ        | –      | –      |

### Männer

#### Sprung/Wurf
| Athlet                 | Disziplin      | Qualifikation | Qualifikation | Finale     | Finale |
| Athlet                 | Disziplin      | Weite/Höhe    | Platz         | Weite/Höhe | Platz  |
| ---------------------- | -------------- | ------------- | ------------- | ---------- | ------ |
| Dimitris Tsiamis       | Dreisprung     | 16,23 m       | 23            | DNQ        | DNQ    |
| Nikolaos Andrikopoulos | Dreisprung     | 15,77 m       | 27            | DNQ        | DNQ    |
| Andreas Pantazis       | Dreisprung     | 14,67 m       | 31            | DNQ        | DNQ    |
| Odysseas Mouzenidis    | Kugelstoßen    | 19,08 m       | 31            | DNQ        | DNQ    |
| Emmanouil Karalis      | Stabhochsprung | NM            | NM            | –          | –      |
| Miltiadis Tendoglou    | Weitsprung     | 8,25 m        | 3             | 8,52 m     | Gold   |
| Michalis Anastasakis   | Hammerwurf     | 75,76 m       | 8             | 75,49 m    | 10     |
| Konstantinos Zaltos    | Hammerwurf     | 69,98 m       | 30            | DNQ        | DNQ    |
| Christos Frantzeskakis | Hammerwurf     | 74,05 m       | 14            | DNQ        | DNQ    |

#### Laufdisziplinen
| Athlet                 | Disziplin   | Finale    | Finale |
| Athlet                 | Disziplin   | Zeit      | Platz  |
| ---------------------- | ----------- | --------- | ------ |
| Alexandros Papamichail | 20 km Gehen | 1:24:26 h | 38     |
| Alexandros Papamichail | 35 km Gehen | DNF       | DNF    |